# De Witt (Nebraska)
De Witt è un comune degli Stati Uniti d'America, situato nello Stato del Nebraska, nella contea di Saline.